# Medea (Vorname)
Medea (georgisch: მედეა) ist ein weiblicher Vorname.

## Herkunft und Bedeutung
Der Name wird zumeist im Georgischen verwendet und stammt vom griechischen Μηδεια (Medeia), wahrscheinlich abgeleitet von μηδομαι (medomai) für denken/planen.

## Bekannte Namensträgerinnen
- Medea Abrahamjan (1932–2021), armenische Cellistin
- Medea Dschugeli (1925–2016), sowjetische Turnerin
- Medea Figner (1859–1952), russische Opernsängerin italienischer Herkunft
- Medea Norsa (1877–1952), italienische Klassische Philologin und Papyrologin